# 헤르시아나 마트무야
헤르시아나 마트무야 (예명 헤르시 마트무야, 1990년 2월 1일 출생}는 알바니아의 싱어송라이터이다. 알바니아의 노래 축제인 "Festivali i Këngës"의 52번째 우승자로 유로비전 송 콘테스트 2014에서 알바니아를 대표하게 되었다.